# Альбас (Од)
Альбас (фр. Albas) — коммуна во Франции в регионе Лангедок — Руссильон, департамент Од, кантон Дюрбан-Корбьер.
Население — 59 человек (1999), площадь коммуны — 22,69 км². Плотность населения — 2,6 чел/км².
Муниципалитет расположен на расстоянии около 650 км к югу Парижа, 115 км юго-западнее Монпелье, 39 км юго-восточнее Каркассонн.

## Демография
| 1962 | 1968 | 1975 | 1982 | 1990 | 1999 |
| ---- | ---- | ---- | ---- | ---- | ---- |
| 56   | 72   | 59   | 72   | 70   | 59   |